# POWER STUDIO FROM FUJI
POWER STUDIO FROM FUJI（パワー・スタジオ・フロム・フジ）は、山梨県を中心に首都圏を放送エリアとするラジオ局・FM-FUJIで2001年4月2日から2009年3月31日まで放送されたワイド番組。通称パワスタ。

## 概要
2001年4月2日放送開始。前週まで長きにわたり放送されていたワイド番組「SOUND SPEC.」の流れを汲む形として、平日午前10時から6時間に渡って生放送という形で、新旧洋邦問わずヒットナンバーをオンエアするほか、最新のニュース、生活情報、トレンド情報などを6時間にわたってテンポよく紹介する番組として親しまれた。
パワスタ開始当初は丸の内旧本社第2スタジオから放送していたが、2006年7月3日からは現在の甲府市川田町・ARIA内にあるFM-FUJI本社スタジオAからの生放送となった。
2009年3月31日の放送をもって、パワスタは8年の歴史に幕を下ろし、翌4月1日より『GOOD DAY』（グッデイ、月 - 金 10:00 - 15:48）に引き継がれた。なお、GOOD DAYではパワスタ水・木曜DJの吉田美穂が引き続き水・木曜を担当のほか、月・火曜は森雄一が、金曜は野村富美江がそれぞれ担当している。

## 放送時間
月曜日 - 金曜日　10:00 - 15:54

## 担当DJ
| 期間      | 期間      | 月曜・火曜 | 水曜・木曜 | 金曜       |
| --------- | --------- | ---------- | ---------- | ---------- |
| 2001.4.2  | 2005.4.1  | 永井康之   | 西本淑子   | 澤美代子   |
| 2005.4.4  | 2006.9.29 | JIRO       | 西本淑子   | 澤美代子   |
| 2006.10.2 | 2007.3.30 | JIRO       | 西本淑子   | 齊藤美絵   |
| 2007.4.2  | 2008.3.28 | JIRO       | 西本淑子   | 吉田美穂   |
| 2008.3.31 | 2009.3.31 | JIRO       | 吉田美穂   | 田畑ちあき |

※西本、澤は前番組『SOUND SPEC.』から続投。JIROは『RADIO-izm』から移動（本番組終了後『PUMP UP RADIO』木曜担当へ）。吉田は本番組終了後そのまま『GOOD DAY』へ継続。

## タイムテーブル
（2009年3月当時）
10:00　オープニング
10:30　MUSIC SCRAMBLE
10:48　RADIO SHOPPER'S NAVI
11:00
11:05　ECOLOGICAL CHIPS
11:15　MUSIC SELECTION
(月) LIVE!LIVE!LIVE!
(火・木・金) NEWEST DISC
(水) ARTIST REVIEW
12:00
（月）SPORTS COMBINATION Chapter1
12:15　SWITCH OVER VOL.1（1970年代・1980年代の洋楽ナンバー）
12:30　NEWS HEADLINE
13:00
（木）13:15　DREAM TIME（東京ディズニーリゾートの最新情報）
13:30　DJオリジナル・コーナー
（月）SPORTS COMBINATION Chapter2
（火）Mono-Log
（水）WELLNESS&BEAUTY
（木）THE TASTING
（金）SHONAN WIND
14:00
14:05　
（夏季）富士の国やまなし（山梨県観光情報）
（冬季）SKI INFORMATION（スキー、ゲレンデ情報）
14:15　SWITCH OVER VOL.2（最新洋楽）
15:00　5EX.
15:35　FM-FUJI NEAR FUTURE
15:50　エンディング
随時、交通情報・天気予報を挿入。